# 24号弗吉尼亚州州道
維吉尼亞州24號公路（英語：Virginia State Highway 24）是美国維吉尼亞州的重要公路之一，全长89.57英里（144.15公里），連接美國國道60及其榆蔭道和杰弗遜街。於1933年全線竣工。